# Egídio de Assis
Beato Egídio de Assis, foi um frei franciscano italiano que nasceu no ano de 1190 em Assis, sendo um dos primeiros companheiros de São Francisco de Assis. O Papa Pio VI em 1777, aprovou o seu culto imemorial.

## Biografia

### Nascimento e Juventude
Frei Egídio de Assis nasceu por volta de 1190 em Assis, na Itália. Não há dados precisos sobre os primeiros anos de vida de Egídio, exceto que foi camponês e conheceu os primeiros discípulos de São Francisco de Assis: Frei Bernardo e Frei Pedro. Ao conhecer o modo de vida franciscano, ele vestiu o habito da Ordem no dia 23 de abril, festa de São Jorge. Em seguida, acompanhou Francisco em sua pregação nas regiões vizinhas a Ancona e também o acompanhou em Roma (1209), quando receberam a aprovação oral da Regra pelo Papa Inocêncio III.

### Na ordem Franciscana
Segundo a tradição franciscana, Egídio fez uma peregrinação a vários santuários principais da cristandade, incluindo o túmulo de Santiago em Compostela, lugares significativos da Terra Santa, o santuário de São Miguel Arcanjo no Monte Sant'Angelo e a Basílica de San Nicolás em Bari. Em cada um desses lugares, era conhecido por ganhar o pão com o próprio trabalho, mesmo como convidado de um cardeal, se dedicava a varrer a casa e lavar a louça. Além disso, dedicou-se à pregação itinerante permitida pela Igreja aos franciscanos da época.

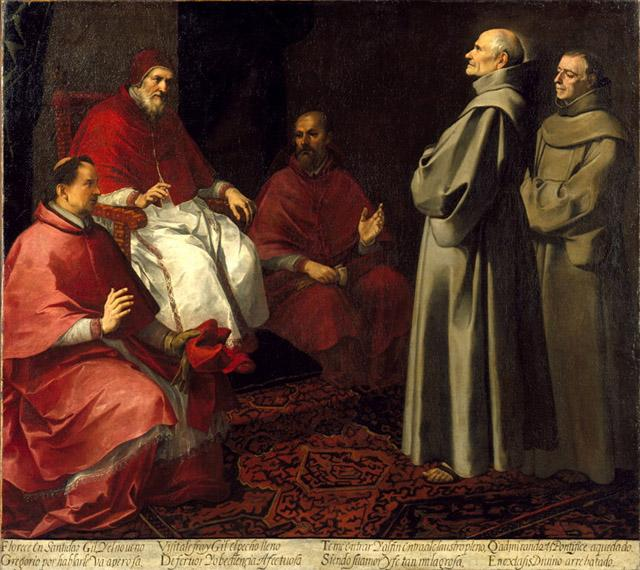
"Frei Egídio levitando perante Papa Gregório IX"(1642),Bartolomé Murillo, Museu de Arte da Carolina do Norte

Egidio foi designado por Francisco para uma ermitério em Monteripido, perto de Perugia, onde se dedicou a uma vida contemplativa até os últimos dias. Muitos peregrinos foram lá para receber seus conselhos: papas, prelados e o rei Luís IX da França. Sobre sua vida foi elaborado uma Legenda, provavelmente escrito pro Frei Leão, chamada "Vida de Frei Egídio, Homem Santíssimo e Contemplativo" e há também uma série de ditos e sermões populares atribuídos a ele.

### Culto e Beatificação
Frei Egidio começou a ser venerado como santo logo após sua morte, sua fama se espalhou por toda a região de Perugia em 1262. Os franciscanos ajudaram na difusão do seu culto fundando novos conventos que foram dedicados a São Francisco e ao seus primeiros companheiros. Em 1777, o Papa Pio VI aprovou seu culto imemorial, ou seja, reconheceu oficialmente por parte da Igreja seu culto expressado pelo povo antes das novas normas de reconhecimento de beatos(1534).